# 大洋洲友好城市或姐妹城市列表
以下為大洋洲國家城市與各個城市結為友好城市或姐妹城市之列表。通常他們會被稱為「友好城市」（通常在歐洲）或者「姐妹城市」（通常在其他地方）。儘管大部分包括的地方為城鎮，但該列表還包括具有相似聯繫的村、市、區和郡。

## 美屬薩摩亞
帕果帕果
- 美國歐申賽德

## 法屬玻里尼西亞
阿鲁埃
- 新喀里多尼亞勒蒙多尔

博拉博拉
- 萬那杜維拉港

法阿
- 中華人民共和國江陰市

胡阿希内
- 新喀里多尼亞布卢帕里

马希纳
- 紐西蘭吉斯伯恩大區

努库希瓦
- 新喀里多尼亞勒蒙多尔

帕亚
- 新喀里多尼亞利富
- 新喀里多尼亞萨拉梅阿

帕皮提
- 中華人民共和國長寧區
- 法國尼斯
- 新喀里多尼亞努美阿

皮拉埃
- 新喀里多尼亞帕伊塔

普纳奥亚
- 新喀里多尼亞丹貝阿

西塔亚拉普
- 日本長岡市

## 馬紹爾群島
賈盧伊特環礁
- 中華民國新北市

瓜加林環礁
- 中華民國臺中市

馬久羅
- 美國檀香山[14]
- 日本河合町[15]
- 中華民國臺北市[16]

沃傑環礁
- 中華民國臺南市

## 密克羅尼西亞聯邦
波納佩島
- 美國尼歐肖

## 新喀里多尼亞
布卢帕里
- 澳洲香蕉郡政府
- 法屬玻里尼西亞胡阿希内

丹貝阿
- 法國弗雷瑞斯
- 新喀里多尼亞利富
- 萬那杜維拉港
- 新喀里多尼亞普姆
- 法屬玻里尼西亞普纳奥亚

利富
- 新喀里多尼亞丹貝阿
- 法屬玻里尼西亞帕亚
- 萬那杜維拉港

勒蒙多尔
- 阿鲁埃
- 新喀里多尼亞贝莱普
- 萬那杜盧甘維爾
- 努库希瓦
- 新喀里多尼亞普埃博
- 澳洲陽光海岸區政府
- 印尼日惹[23]

努美阿
- 澳洲黃金海岸市
- 法國尼斯
- 法屬玻里尼西亞帕皮提
- 紐西蘭陶波區（英语：Taupo District）

## 北馬里亞納群島
塞班島
- 美國茂宜县

天宁岛
- 菲律賓圖布萊（英语：Tublay, Benguet）

## 帛琉
艾拉伊州
- 中華民國新竹市

科羅爾州
- 菲律賓安赫勒斯[28]
- 美國吉爾羅伊[29]

## 巴布亞紐幾內亞
科科波
- 澳洲芒特巴克區議會（英语：District Council of Mount Barker）

萊城
- 澳洲凱恩斯區政府

馬當
- 菲律賓八打雁省

芒特哈根
- 澳洲橘市（英语：City of Orange (New South Wales)）

莫尔斯比港
- 中華人民共和國濟南市[34]
- 斐濟蘇瓦[35]
- 澳洲湯斯維爾市政府[36]

塔里
- 日本坂東市

瓦尼莫
- 印尼查亞普拉

## 薩摩亞
阿皮亞
- 美國康普頓
- 中華人民共和國惠州市
- 中華人民共和國深圳市

## 所罗门群岛
霍尼亚拉
- 萬那杜盧甘維爾[41]
- 澳洲麥凱區政府[42]
- 萬那杜維拉港[41]

## 東加
哈阿派群島
- 中華人民共和國東莞市

努库阿洛法
- 英國英格蘭惠特比

## 瓦努阿图
盧甘維爾
- 索羅門群島霍尼亚拉[41]
- 新喀里多尼亞勒蒙多尔[45]
- 中華人民共和國珠海市[46]

維拉港
- 法屬玻里尼西亞博拉博拉[3]
- 新喀里多尼亞丹貝阿[47]
- 中華人民共和國佛山市[48]
- 索羅門群島霍尼亚拉[41]
- 新喀里多尼亞利富[47]
- 中華人民共和國上海市[49]
- 中華人民共和國銀川市[50]